# Ezri Dax
Ezri Dax' (ˈɛzri_ˈdæks) és un personatge de ficció que apareix a la setena i última temporada de la sèrie de televisió de ciència-ficció americana Star Trek: Deep Space Nine. Interpretada per Nicole de Boer, és una assessora a bord de l'estació espacial bajorana Espai Profund 9. El personatge és membre de l'espècie trill, i està formada per un hoste i un simbiont, anomenat Dax. Ezri va ser introduïda a la sèrie després de la mort de l'anterior portadora de Dax, Jadzia (Terry Farrell) al final de la sisena temporada de Star Trek: Deep Space Nine. Els productors van prendre la decisió que la nova portadora del simbiont seria una dona per assegurar-se que Nana Visitor (com a Kira Nerys) no fos l'única membre femenina del repartiment principal. Hi va haver dificultats inicials en l'elecció del personatge, i el personatge va canviar d'un que pretenia ser "fantasmagòric" a un que lluitava per afrontar totes les seves personalitats anteriors, havent assumit el simbiont Dax sense la preparació habitual. De Boer no va ser considerada per al paper fins que el coproductor Hans Beimler va suggerir que presentés una cinta d'audició, cosa que va resultar en la seva trobada amb els productors a Los Angeles i posteriorment obtenir el paper.
El personatge va fer la seva aparició al primer episodi de la setena temporada, "Image in the Sand". El personatge va continuar apareixent durant tota la temporada final de la sèrie, amb la seva última aparició al final de la sèrie, "What You Leave Behind". El seu personatge va entrar al buit deixat per Jadzia entre la tripulació, però va descobrir que havia de reconstruir aquelles relacions anteriors i aprendre a entendre's amb el vidu de Jadzia, Worf (Michael Dorn). Durant el transcurs de la temporada, Ezri es torna menys nerviosa pel seu paper amb la tripulació. Aprèn del simbiont Dax i s'involucra romànticament amb el Dr. Julian Bashir (Alexander Siddig).
La reacció dels fans al personatge es va qualificar de positiva, però diversos dels episodis centrats en Ezri van ser criticats, i el productor Ira Steven Behr es va disculpar amb de Boer per "Prodigal Daughter", un episodi descrit com "un desastre" per l'escriptor Ronald D. Moore. La relació entre Ezri i Worf i Bashir es va descriure com un dels cinc "grans triangles amorosos friquis de la televisió". La inclusió del personatge va ser criticada a Internet, i es va anomenar Ezri una "idea mal concebuda" i un "substitut de Dax".

## Concepte i desenvolupament
Terry Farrell havia interpretat el personatge de Jadzia Dax de l'episodi pilot "Emissary" fins a "Tears of the Prophets", l'episodi final de la sisena temporada. L'actriu havia decidit no renovar el seu contracte per a la setena temporada, i per això el personatge va ser eliminat en la seva última aparició. A causa de la naturalesa simbiòtica del personatge, només va morir l'amfitrió; El simbiont conegut com a Dax va sobreviure, cosa que va permetre als productors reintroduir-lo més tard en un nou portador.
Abans de l'inici de la setena temporada, els productors van intentar reintroduir Dax amb un nou portador. Immediatament van decidir que havia de ser un personatge femení, ja que altrament Kira Nerys, interpretada per Nana Visitor, seria l'únic personatge principal femení. Hi va haver algunes dificultats per trobar una actriu que complís els requisits del paper; Ira Steven Behr va dir: "Així que vam començar el procés de càsting, i tot el que vaig veure va ser molta gent que no podia interpretar el paper. No hi havia absolutament ningú en la cursa". La convocatòria inicial del càsting requeria una actriu amb una qualitat "fantasmagòrica", però després de no haver trobat algú adequat, el co-supervisor de producció René Echevarria va suggerir que el personatge havia de ser algú que no estigués preparat per unir-se a Dax i que només ho fes a causa d'un fet inesperat.
Echevarria ho va suggerir a Behr durant el dinar, però inicialment no n'estava segur. Al cap d'un temps, quan van tornar per separat a l'estudi, Behr tenia tot un pla elaborat basat en la nova premissa per al personatge. Behr va suggerir que el personatge hauria d'actuar bàsicament com si tingués esquizofrènia, dient: "Mai havíem donat importància a la idea en el passat, però tenia sentit. Com deu ser sentir totes aquestes veus i opinions?" Els productors també van decidir que volien una actriu més jove que se sentís vulnerable per compensar la força en què Jadzia havia crescut al llarg dels anys. El càsting va seguir sent difícil, fins que Hans Beimler va suggerir una actriu del Canadà amb qui havia treballat una vegada: Nicole de Boer. Havia treballat amb Beimler a les sèries de televisió Beyond Reality i TekWar. Se li va demanar que presentés una cinta d'audició en què representés una escena entre Ezri i Quark, que va gravar ella mateixa a la seva habitació d'hotel, i més tard va admetre que no sabia què era un trill en aquell moment.

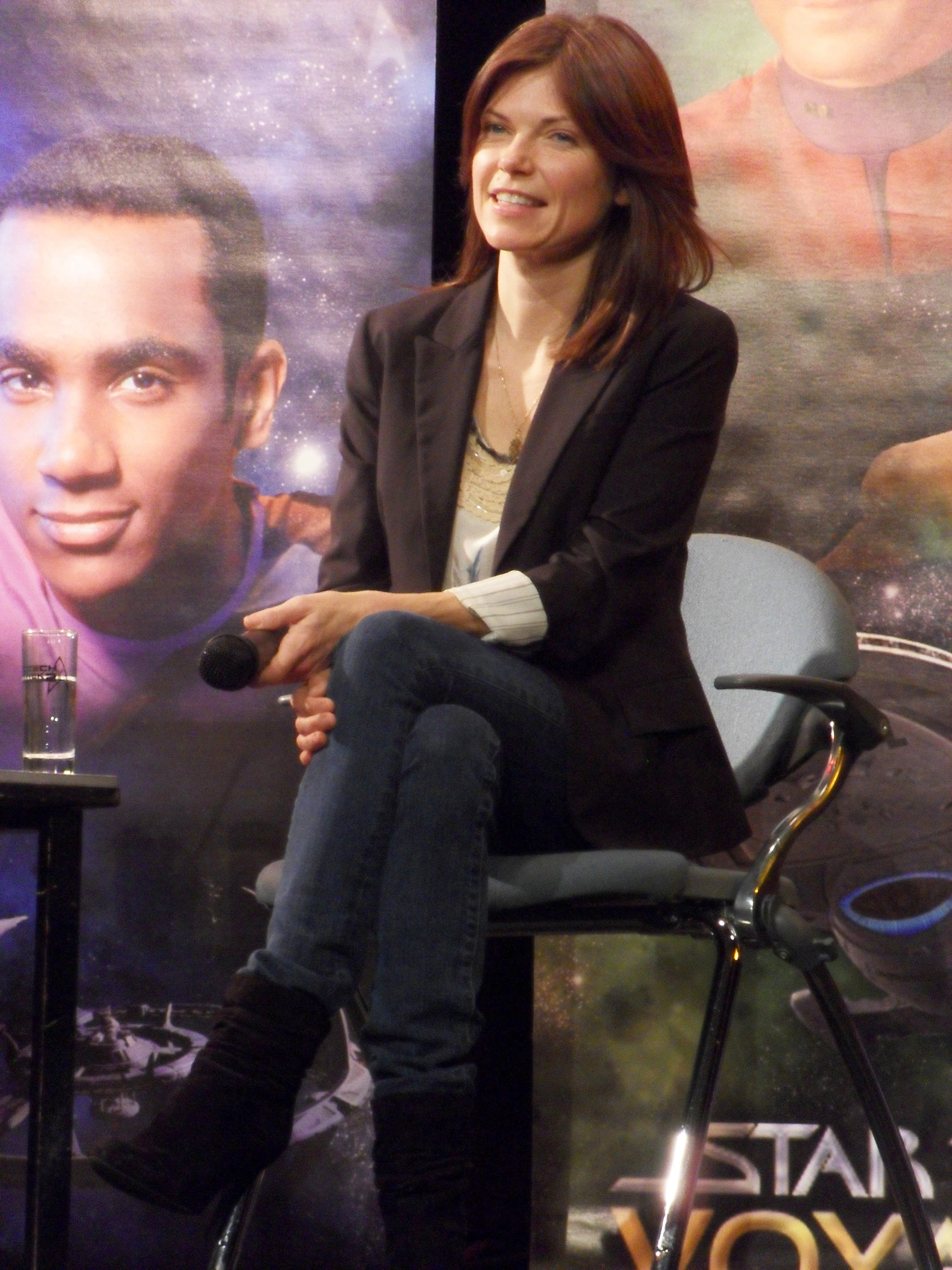
Nicole de Boer el 2013

En aquell moment, de Boer estava ocupada treballant al Canadà, però era desconeguda com a actriu als Estats Units. Va ser cridada a Los Angeles per fer una audició en persona per la solidesa de la cinta, en la qual va interpretar una escena de quatre minuts i mig escrita específicament per a l'audició. Més tard es va convertir en una escena utilitzada a l'episodi "Afterimage". Va pensar que havia arruïnat la seva audició quan gairebé es va ennuegar amb un got d'aigua quan el productor executiu Rick Berman va entrar a l'habitació i va haver de córrer al lavabo, moment en què ja havia mullat la roba i havia fet que la seva màscara de pestanyes s'escampés. Però Behr la va elogiar, dient "Ens va fer sentir bé, sabia el seu paper. Ho va entendre. I això va ser tot".
Com a part de la seva preparació per al rodatge de cada dia, la maquilladora Mary Kay Morse li va aplicar les taques de trill, i Michael Westmore es va encarregar dels detalls. Això va ser un canvi respecte a quan Farrell havia interpretat Jadzia, ja que en aquest cas, Westmore s'havia aplicat les taques ell mateix cada dia. Va fer la seva primera aparició a l'episodi inaugural de la setena temporada, "Image in the Sand", per al qual només va ser necessària per a mig dia, ja que només va aparèixer en una escena. "Vaig arribar i tenia una frase: això és tot, encara no m'havia mudat a Los Angeles i no havia trobat un lloc on viure." Va començar a entendre què s'exigia d'ella a partir del segon episodi. Més tard va explicar que "al principi mai em vaig espantar massa. Vaig pensar més en això com la feina més important que en entrar en tot el fenomen de 'Star Trek'. Només volia fer una bona feina."
De Boer va considerar que els productors van fer una bona feina implicant Ezri durant la setena temporada, però no fins al punt que això restés valor als membres més establerts del repartiment principal. Tanmateix, hi va haver una part de la temporada en què li va preocupar que els fans patissin una "sobrecàrrega d'Ezri". Però va sentir que el personatge tenia un arc argumental i una evolució reals a mesura que avançava la temporada. Va dir que no volia que Ezri continués sent la mateixa persona "jove i confusa" que era en les seves primeres aparicions, cosa amb la qual els guionistes i els productors van estar d'acord. Ella va dir: "A mesura que passava el temps, vas veure que Ezri era intel·ligent, que era entranyable i una bona persona. Es va convertir en un personatge més complicat del que podríeu haver pensat en els seus primers episodis". Va elogiar episodis específics que van fer evolucionar el personatge, com ara "The Siege of AR-558", que va requerir que Ezri s'inspirés en les experiències passades de Dax, ja que altrament hauria estat completament fora del seu element. De Boer també va gaudir de "Prodigal Daughter", episodi que va mostrar el canvi d'Ezri respecte a abans que s'unís al simbiont Dax, i va pensar que els esdeveniments retratats a "Field of Fire" eren "fascinants". A mesura que s'acostava al final de Deep Space Nine, de Boer va abordar els rumors de la seva unió a Star Trek: Voyager, dient que "El meu primer instint seria dir que no. Necessitaria sentir que hi havia una raó perquè Ezri estigués a la Voyager". Va ser entrevistada a la festa de cloenda de la sèrie després d'acabar el rodatge de l'episodi final, "What You Leave Behind", i va dir: "L'últim episodi va ser molt emotiu, sobretot l'últim dia... No podia creure que ja hagués passat una temporada. Em vaig adonar que tota la gent amb qui havia acollit devia sentir-ho molt més perquè ho havien estat fent... 7 anys. Vaig plorar."

## Aparicions

### Antecedents
Ezri Tigan va néixer l'any 2354; és membre de l'espècie indígena del planeta Trill. Va créixer al sistema Sappora amb la seva família, que van aparèixer a la sèrie a l'episodi "Prodigal Daughter". Es va matricular a l'Acadèmia de la Flota Estel·lar l'any 2372 al programa de medicina, amb una especialització en psicologia. Dos anys més tard, va ser assignada com a assessora adjunta de la nau a l'USS "Destiny" per a entrenament de camp. Durant aquest viatge, la nau va ser assignada per transportar el simbiont Dax des d'Espai Profund 9 fins a Trill, després que el seu amfitrió Jadzia (Terry Farrell) fos assassinada per Dukat (Marc Alaimo), però va ser necessari que el simbiont Dax s'unís a un nou amfitrió "de camí".
Com que Ezri Tigan era l'únic Trill no unit a bord, va acceptar unir-se al simbiont tot i que no estava preparada i no havia sol·licitat unir-s'hi prèviament. Després del procediment, Ezri, ara coneguda com Ezri Dax, va passar un temps a l'Institut de Simbiosi de Trill per aprendre a adaptar-se al seu nou estat. A causa del seu nou estat, la relació romàntica d'Ezri amb el seu antic xicot va acabar; més tard va explicar a la seva família que li recordava al fill d'un antic amfitrió.

### Star Trek: Deep Space Nine
Ezri Dax va fer la seva primera aparició a la sèrie Star Trek: Deep Space Nine a l'episodi principal de la setena temporada, "Image in the Sand". Havia viatjat a la Terra per trobar el capità Benjamin Sisko (Avery Brooks), un vell amic tant de Jadzia com de Curzon Dax, dos antics amfitrions del simbiont. Ella marxa amb ell, Jake Sisko (Cirroc Lofton) i Joseph Sisko (Brock Peters), per viatjar al planeta Tyree a la recerca de l'Orbe de l'Emissari. Troben el dispositiu; el capità dubta a obrir-lo, però ho fa, amb l'ànim d'Ezri, cosa que provoca la restauració del forat de cuc bajorà. Junts tornen a "Espai Profund 9", on Ezri coneix la resta de la tripulació de l'estació per primera vegada.
En el següent episodi "Afterimage", Ezri ha de fer front a les reaccions dels antics amics de Jadzia al retorn de Dax. Worf (Michael Dorn), el vidu de Jadzia, reacciona malament, i Garak (Andrew Robinson) comença a desenvolupar els símptomes de claustrofòbia aguda. Junts, Ezri i Garak resolen els seus problemes, cosa que fa que ella s'adoni que pot romandre a l'estació i la Flota Estel·lar accepti que se salti els seus últims períodes d'entrenament i rebi un ascens d'alferes a tinent (grau júnior) basat en les experiències passades del simbiont Dax. A "The Siege of AR-558", Ezri es veu obligada a confiar en les experiències passades del seu simbiont després que ella i els altres membres de la tripulació del Defiant acabin lluitant contra els Jem'Hadar al front.
A "Prodigal Daughter", Ezri torna a la seva llar familiar al planeta New Sydney, al sistema Sappora, després que Sisko li demani que investigui la desaparició del cap Miles O'Brien (Colm Meaney). Allà descobreix que la seva família i el seu negoci d'extracció de pergi estan involucrats amb el Sindicat Orió, i descobreix que el seu germà Norvo (Kevin Rahm) va assassinar la persona que O'Brien estava buscant. L'episodi de l'univers mirall "The Emperor's New Cloak" va mostrar una Ezri Tigan desconnectada, que té una relació tant amb l'alternativa Kira Nerys (Nana Visitor) com amb Leeta (Chase Masterson). Durant el transcurs de l'episodi, Tigan mata el Garak mirall, en venjança per la mort de Brunt (Jeffrey Combs). Els episodis restants de la temporada estan ambientats a l'univers principal, amb el següent episodi "Field of Fire" que explora l'ús que fa Ezri dels records de Joran Dax (Leigh McCloskey), que anteriorment havia estat revelat com un assassí a l'episodi "Equilibrium" de la tercera temporada. Utilitza aquests records per localitzar un assassí en sèrie vulcanià a l'estació.
Ezri porta un Runabout a les Badlands en contra de les ordres de Sisko a l'episodi "Penumbra" per buscar Worf, que s'ha perdut a bord d'una nau klíngon. Aconsegueix trobar la seva càpsula d'escapament i el porta a bord, però els dos discuteixen, ja que ell s'enfada perquè ella es presenta amb les mateixes opinions que Jadzia Dax. Tanmateix, els dos són aviat atacats pels Jem'Hadar i es veuen obligats a transportar-se a un planeta proper. Els dos continuen discutint, cosa que els porta a tenir relacions sexuals. Poc després, són capturats pels Breen. Posteriorment, els dos són interrogats a "'Til Death Do Us Part", i ella revela a Worf que en realitat està enamorada de Julian Bashir (Alexander Siddig). Posteriorment, són lliurats al Domini quan s'anuncia l'aliança Breen/Domini.
Després que Worf mati Weyoun (Jeffrey Combs), la parella està programada per a l'execució, durant la qual Ezri ajuda Worf a reconèixer que no pot idealitzar el record de Jadzia, acceptant que ell i la seva dona tenien punts de vista diferents sobre la intimitat. Tanmateix, Damar (Casey Biggs), el líder de la Unió Cardassiana, està preocupat pel que podria portar la nova aliança i vol posar-se del costat de la Federació; allibera Ezri i Worf i els deixa lliures perquè portin un missatge de tornada a Espai Profund 9 per buscar ajuda. Worf parla de les accions del canceller klíngon, Gowron (Robert O'Reilly), amb Ezri a "Tacking into the Wind". En sentir la visió més pragmàtica d'Ezri sobre el recent declivi de la cultura klíngon, Worf s'enfronta al canceller i el mata, donant pas al general Martok (J. G. Hertzler) com a nou líder dels klingons, i és l'únic home en qui Worf confia per liderar el seu poble honorablement. Al final de la sèrie, "What You Leave Behind", Ezri i Bashir revelen els seus sentiments l'un per l'altre, i més tard, després de la caiguda de Cardassia Prime i la rendició del Domini, parlen del seu futur junts.

### Representació després de la sèrie
A les novel·les no canòniques de DS9 Relaunch de Pocket Books, Ezri roman a Espai Profund 9 però passa de consellera a comandament, i rep un ascens a tinent per convertir-se en oficial executiu de l'USS Defiant. Després d'una missió al món natal dels trill, ella i Bashir posen fi al seu romanç però decideixen seguir sent amics íntims. A la trilogia Star Trek: Destiny, Dax, que s'havia transferit a segon oficial de la nova nau estel·lar exploradora multimissió de classe Vesta USS Aventine,
va rebre un ascens per mèrits de guerra a capitana i oficial comandant. Va tenir un paper fonamental en la derrota final dels Borg. Durant les sèries Star Trek: Typhon Pact i Star Trek: The Fall, Dax continua servint com a capità a l' Aventine. A la novel·la de Star Trek: La nova generació Takedown, el recentment ascendit almirall William Riker està estacionat a bord de lAventine al costat del capità Dax, i la nau és perseguida per lEnterprise mentre lidera diverses naus espacials renegades atacant objectius de la Federació, cosa que més tard es va revelar que era el resultat d'un rentat de cervell a Riker per part d'una raça alienígena i que va triar l'"Aventine" com una manera subtil d'interrompre els seus plans realitzant les tasques assignades més ràpid del previst per donar temps als seus antics companys de vaixell per deduir els seus plans i aturar-los. Ezri mor a la primera part de la trilogia "Star Trek: Coda", quan una interrupció temporal porta a la desestabilització de tot el multivers, culminant amb l'"Enterprise" obligada a esborrar els esdeveniments del Novel·la Vers de l'existència per preservar la realitat principal (com es mostra a "Star Trek: Picard" i sèries relacionades).

## Recepció i comentaris
La reacció general dels fans al personatge va ser positiva, i els fans van apreciar les actuacions de De Boer. Un problema negatiu que es va plantejar va ser que el nombre d'episodis centrats en Ezri va reduir el nombre dels disponibles per tancar els arcs argumentals que involucraven altres personatges. L'actriu estava preocupada perquè als fans no els agradava mentre la producció estava en marxa, ja que no rebia cap correu de fans, excepte el que va rebre el seu primer dia de rodatge. De Boer no sabia que l'equip de producció havia estat retenint sacs de correu del públic per a ella, i només va poder accedir-hi durant uns tres quarts de la temporada. La revista TV Guide anomenava Ezri com a "Ally McTrill", una referència al personatge principal de la sèrie de televisió Ally McBeal, cosa que de Boer va prendre com un elogi.
Les diferències entre Ezri i Jadzia sovint eren considerades pels espectadors i els crítics. A Where No Woman Has Gone Before: Feminist Perspectives On Star Trek, un assaig de Susan A. Lentz dins del llibre "Star Trek Visions of Law and Justice", Ezri va ser descrita com "menys segura, insegura i incerta de qui és. Per descomptat, la mateixa Jadzia pot haver estat una amfitriona d'aquest tipus en algun moment. El creixement i l'evolució d'Ezri es despleguen a mesura que reconeix les seves 'vides passades'." Les relacions d'Ezri amb Bashir i Worf també es van considerar una extensió de les relacions anteriors de Jadzia, cosa que va portar a ser catalogada com un dels 5 "grans triangles amorosos frikis de la televisió" pel lloc web Den of Geek. Tanmateix, aquesta trama romàntica amb Ezri i Worf/Bashir va ser criticada pel lloc web DVD Talk en el seu crítica del llançament de la setena temporada en DVD que deia que era similar a una "telenovel·la".
Les crítiques es van dirigir a alguns dels aspectes del personatge i a la seva introducció. Jim Johnson-Smith, a American Science Fiction TV, utilitza un exemple de la concentració d'Ezri i Worf en la seva relació romàntica a l'episodi "'Til Death Do Us Part" en lloc d'estar més preocupat per la seva captura pels Breen. El lloc web Flickering Myth va descriure Ezri com "una idea mal concebuda que mai va enlairar-se realment i que ha deixat molts fans de DS9 enfadats perquè una de les favorites de la sèrie (Jadzia Dax) ja no existeix". La crítica a DVD Talk també afirmava "Amb el seu gran repartiment, DS9 podria haver continuat perfectament sense un substitut de Jadzia. En canvi, tenim un "substitut de Dax" que resulta ser, sens dubte, el personatge menys interessant i més molest amb què DS9 s'ha vist enganxat".
A més, tal com de Boer temia, els episodis centrats en Ezri van ser criticats. DVD Talk va descriure "Prodigal Daughter" com "clarament un intent d'introduir alguna història de fons a Ezri per compensar el fet que és un personatge nou", i "Field of Fire" com "completament genèric". El primer també va ser considerat el més fluix de la temporada per l'equip de la sèrie, i Behr es va disculpar amb de Boer després. El guionista Ronald D. Moore simplement va declarar: "Va ser un desastre". La tripulació li va posar el sobrenom d'"Audra Goes Home", una referència al programa de televisió western dels anys 60 The Big Valley.
El 2016, Ezri va ser classificat com el 32è personatge més important de la Flota Estel·lar dins de l'univers de ciència-ficció Star Trek per la revista Wired, de 100 personatges.

### Versió mirall
La versió mirall d'Ezri, tal com es veu a l'episodi "The Emperor's New Cloak", no es va unir al simbiont Dax, i era alhora mercenària i lesbiana. Anteriorment, quan Star Trek havia tractat temes relacionats amb l'homosexualitat, havia rebut queixes dels fans. Això havia ocorregut durant l'episodi de la cinquena temporada de Star Trek: La nova generació "Marginació" on el comandant William Riker (Jonathan Frakes) té una relació romàntica amb una dona membre  d'una raça alienígena que normalment no té gènere i la societat de la qual considera la identificació amb un gènere com un comportament desviant.
Es van rebre crítiques una vegada més quan Jadzia Dax va fer un petó entre persones del mateix sexe a l'episodi "Rejoined". A causa dels canvis del món real, com ara una major acceptació de les parelles del mateix sexe i un nombre creixent de personatges homosexuals a la televisió, la resposta negativa a la versió lesbiana d'Ezri no va ser tan forta com les històries anteriors.